# Porcinet
Porcinet (Piglet dans la version originale) est un personnage de fiction, créé par l'auteur Alan Alexander Milne, appartenant à l'univers de Winnie l'ourson. Le personnage a été repris dans différentes adaptations cinématographiques de l'œuvre, entre autres par Walt Disney Pictures et les studios Soyuzmultfilm.

## Description
Porcinet est un petit cochon rose timide et craintif, mais adorable. On peut le retrouver dans Les Aventures de Winnie l'ourson, et un dessin animé dont il est le personnage principal a été produit : les Aventures de Porcinet (Piglet's big movie en anglais).
Porcinet est le meilleur ami de Winnie l'ourson. Il est très peureux et fragile, et ses expressions sont marquées par un bégaiement typique, reflet de ses moindres craintes.  Porcinet apparaît dans le chapitre trois du livre Winnie l'Ourson (Winnie the Pooh en version originale).
En hiver, Porcinet porte également un manteau court vert ainsi qu'une écharpe violette.
Il aime nettoyer et ranger sa maison, sur la porte de laquelle une pancarte indique « Fense d'entrer » (« Trespassers W » dans le livre original). Porcinet confirme que son grand-père s'appelait « Fense d'Entrer » ou « Trespassers W » qui est selon lui « Trespassers William ».

## Les voix du personnage

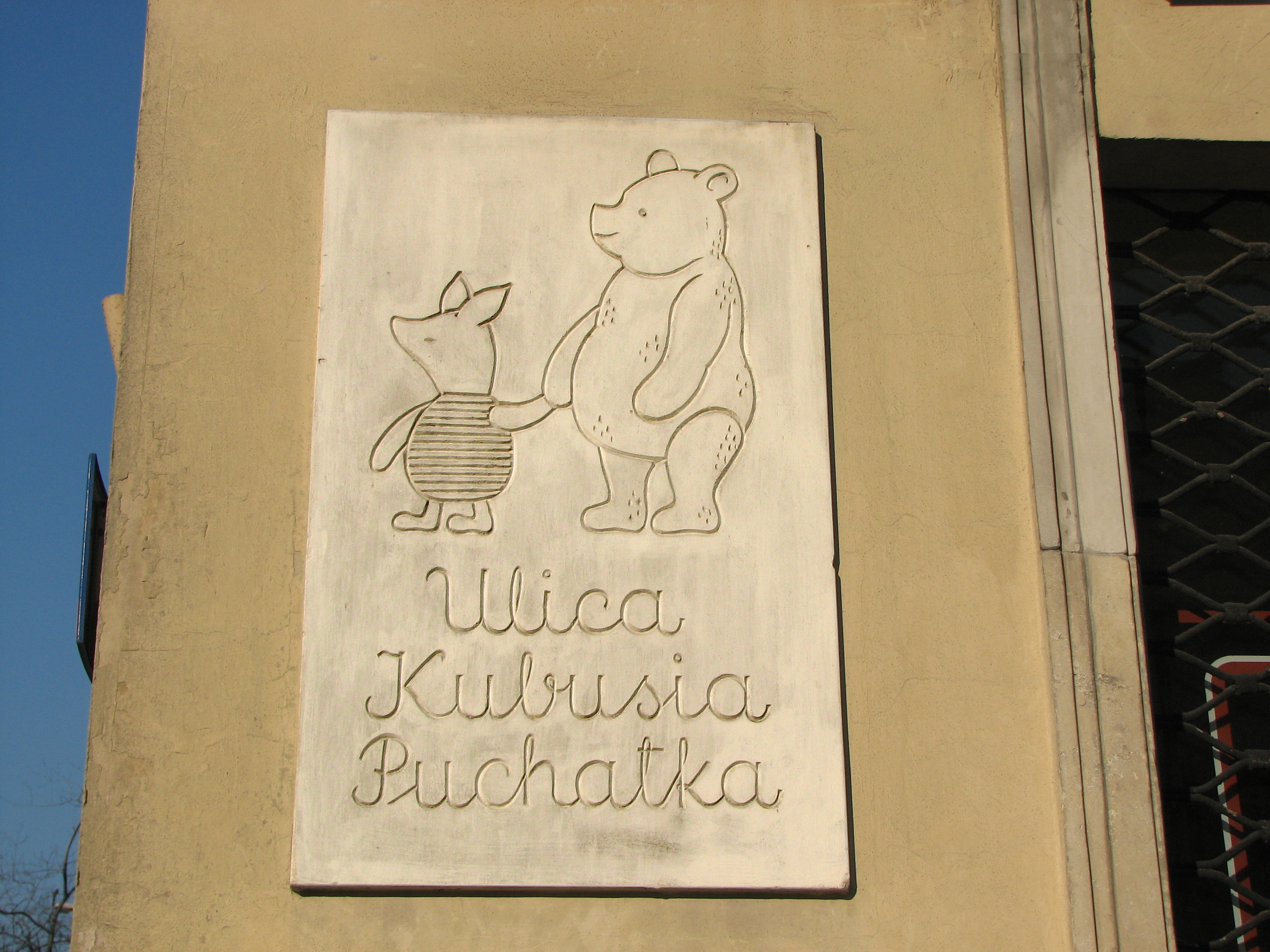
Porcinet et Winnie l'ourson sur une plaque à Varsovie.

En version française, la voix été assurée par Roger Carel de 1968 à 1999. Depuis 2001, Hervé Rey est devenu la voix de Porcinet. À noter qu'en 2000, Roger Crouzet a été choisi pour doubler le personnage mais il n'a eu l'occasion de le faire que dans Les Aventures de Tigrou, car il est décédé peu de temps après. Michel Dodane a également interprété le personnage dans quelques jeux d'ordinateur.
En version québécoise, c'est Daniel Lesourd qui double la voix de Porcinet.